# Pět nocí u Freddyho
Pět nocí u Freddyho (v anglickém originále Five Nights at Freddy's) je americký nadpřirozený hororový film natočený Emmou Tammi podle scénáře, který sestavila společně se Scottem Cawthonem a Sethem Cuddebackem. Film produkují společnosti Blumhouse Productions a Striker Entertainment. Předlohou je stejnojmenná videoherní série vytvořená taktéž Scottem Cawthonem, který pracuje společně s Jasonem Blumem jako producent. Mezi hlavní herce patří Josh Hutcherson, Elizabeth Lail, Piper Rubio a Matthew Lillard.
Vývoj filmové adaptace začal v dubnu 2015 a podílela se na něm společnost Warner Bros. Pictures. Producenty se měli stát Roy Lee, David Katzenberg a Seth Grahame-Smith, režisérem a spoluscenáristou Gil Kenan. Po několika odkladech produkce se vývoj zastavil a Kenan od projektu odstoupil. V březnu 2017 projekt převzala nová produkční společnost (Blumhouse Productions), režie a spoluautorství se v únoru 2018 ujal Chris Columbus. Columbus od projektu také odstoupil a v říjnu 2022 se role ujala Emma Tammi. Hlavní herecké obsazení bylo potvrzeno v prosinci a spolupráce s dalšími herci podepsána v březnu 2023. Natáčení započalo 1. února v New Orleans a skončilo 3. dubna 2023.
Film byl ve Spojených státech uveden současně v kinech a na platformě Peacock dne 27. října 2023. V Česku byl vydán 2. listopadu 2023. Film získal negativní přijetí u kritiku, ale mnohem lepší přijetí u publika.

## Synopse
Mike Schmidt, problémový hlídač, přijme noční práci v pizzerii Freddy Fazbear's Pizza, kdysi úspěšném opuštěném rodinném zábavním centru. Zde zjišťuje, že se jeho čtyři animatroničtí maskoti (Freddy Fazbear, Bonnie, Chica a Foxy) toulají po pizzerii a zabíjejí každého, kdo se tam po půlnoci ještě zdržuje.

## Obsazení
| Josh Hutcherson       | Mike Schmidt   |
| Elizabeth Lail        | Vanessa Monroe |
| Piper Rubio           | Abby Schmidt   |
| Matthew Lillard       | Steve Raglan   |
| Kat Conner Sterling   | Max            |
| Mary Stuart Masterson | teta Jane      |
| Lucas Grant           |                |
| Jessica Blackmore     |                |

Mimo výše uvedených se v roli taxikáře objeví youtuber CoryxKenshin.

## Produkce

### Vývoj
V dubnu 2015 oznámila společnost Warner Bros. Pictures, že obdržela práva na vytvoření filmové adaptace videoherní série Five Nights at Freddy's a že Roy Lee, David Katzenberg a Seth Grahame-Smith se stanou producenty. Grahame-Smith řekl, že budou spolupracovat s tvůrcem franšízy Scottem Cawthonem, „aby vytvořili šílený, děsivý a podivně roztomilý film.“ V červenci 2015 podepsal Gil Kenan smlouvu na režii filmu podle scénáře, který sestavil společně s Tylerem Burtonem Smithem.
V březnu 2017 Cawthon na Twitteru oznámil, že se novou produkční společností stal Blumhouse Productions. Warner Bros. Pictures se projektu vzdalo. V květnu 2017 producent Jason Blum uvedl, že je nadšený a úzce s Cawthonem na vývoji filmu spolupracuje. V červnu 2017 však oznámil, že s režií končí.
V únoru 2018 převzal Chris Columbus jako Kenanův nástupce pozici režiséra a scenáristy, mimo jiné film produkoval společně s Blumem a Cawthonem. V srpnu 2018 Cawthon prozradil, že dokončili první návrh scénáře, který sepsal s Kirou Breed-Wrisleyovou, spoluautorkou románové trilogie Five Nights at Freddy's. Scénář měl zahrnovat události z první hry série. Tentýž měsíc Blum na Twitteru napsal, že film zamíří do kin v roce 2020. V listopadu Cawthon oznámil, že scénář zrušil, protože „měl ohledně příběhu jiný nápad a ten se mu líbil více“, přestože původní scénář se Columbusovi a Blumovi líbil. To přispělo k dalšímu zpoždění vývoje, za které Cawthon převzal plnou zodpovědnost. V červnu 2020 Blum během rozhovoru pro Fandom na otázku o průběhu natáčení prohlásil:
„Je to velmi aktivní, mám opravdu pocit, že máme velkou šanci zhlédnout film Five Nights at Freddy's... Mám pocit, že se to opravdu hýbe kupředu; není to zastaveno ani se nevyskytují jiné potíže. Jde to rychle kupředu. Nechci to časově ohraničovat, ale brzy se filmu dočkáme. Jsem si tím opravdu jistý.“
V září 2021 Blum prozradil, že Columbus již není součástí projektu, ale stále se ve vývoji angažuje. V srpnu 2022 oznámil, že animatronické postavy zajistí Jim Henson's Creature Shop. V říjnu se Emma Tammi ujala pozice režisérky jako Columbusova náhrada; s Cawthonem a Sethem Cuddebackem napsala scénář.

### Obsazení
V prosinci 2022 se k obsazení v blíže nespecifikovaných rolích připojili Josh Hutcherson a Matthew Lillard. Youtuber Dawko, spojený s hrou Five Nights at Freddy's, během livestreamu prozradil, že Hutcherson ztvární ochranku Mikea Schmidta z první hry a Lillard hlavního padoucha série – Williama Aftona. K obsazení se připojily Mary Stuart Masterson a Piper Rubio jako blíže nespecifikovaný ženský padouch a Mikeova mladší sestra Abby. V březnu 2023 se k obsazení přidali Kat Conner Sterling a Elizabeth Lail. Role Lucase Granta a Jessicy Blackmore nejsou blíže specifikované.

### Natáčení
Původně mělo hlavní natáčení začít v březnu 2021, nicméně kvůli problémům se scénářem bylo odloženo. Započalo až 1. února 2023 v New Orleans pod pracovním názvem Bad Cupcake s odhadovaným rozpočtem produkce (před započtením daňových pobídek) 25 milionů dolarů a ukončeno 3. dubna. Lillard začal své scény natáčet v polovině února.

### Hudba
V červnu 2023 bylo oznámeno, že hudbu k filmu složí Tyler Bates.

## Vázaná média
Vydání knihy o natáčení s názvem The Art and Making of Five Nights at Freddy's: The Movie se očekává 20. srpna 2024. Filmová novelizace bude rovněž vydána 26. prosince 2023.

## Vydání
Společnost Universal Pictures naplánovala vydání filmu ve Spojených státech současně v kinech a na platformě Peacock, a to 27. října 2023, společně s filmem Saw X.

## Budoucnost
V srpnu 2018 Cawthon konstatoval, že pokud bude první film úspěšný, mohl by vzniknout druhý a třetí film. Ty by navazovaly na události z druhé, respektive třetí hry. V lednu 2023 Lillard v rozhovoru pro podcast WeeklyMTG oznámil, že se studiem podepsal smlouvu na tři filmy.